# Leone di Anfipoli
Il leone di Anfipoli (in greco Λέων της Αμφίπολης?, Leōn tīs Anfipolīs) è una scultura tombale risalente al IV secolo a.C. rinvenuta ad Anfipoli, Macedonia, nella Grecia settentrionale. Secondo Oscar Broneer e l'archeologo Dimitris Lazaridis, la prima persona ad aver effettuato gli scavi nella zona negli anni 1960, il monumento è in onore di Laomedonte di Mitilene, un importante generale di Alessandro Magno, re di Macedonia.

## Storia
Il ritrovamento del monumento è collegato alla storia moderna della Macedonia greca, poiché le prime parti di esso furono trovate inizialmente dai soldati greci durante la prima guerra balcanica che si erano accampati nell'area tra il 1912 e il 1913. I soldati britannici pochi anni dopo, nel 1916, durante la prima guerra mondiale, scoprirono grandi parti delle dimensioni del monumento. Gli inglesi cercarono di rubare i pezzi, ma un attacco bulgaro ha impedito i loro piani.
All'inizio degli anni 1930, durante i lavori di prosciugamento di una parte del vicino lago Kerkini, fu rinvenuto un antico ponte e vicino ad esso all'interno del fango del fiume ulteriori pezzi molto grandi del leone di marmo. Nel 1937, e grazie a Lincoln MacVeagh, all'epoca ambasciatore degli Stati Uniti in Grecia, ci fu un'iniziativa privata insieme al sostegno e ai fondi del governo greco per restaurare il leone di Anfipoli, che alla fine prese la sua forma attuale. L'intero processo è stato documentato a fondo da Oscar Broneer nel suo libro The Lion of Amphipolis pubblicato nel 1941.

## Descrizione
Sebbene in posizione seduta, il leone è più grande di quello eretto a Cheronea e il suo corpo ha un'altezza di oltre 4 metri. Tenendo conto della base, è alto più di 8 metri. La testa ha una larghezza di 2 metri. L'opera potrebbe risalire al V o della prima metà del IV secolo a.C. Per quanto riguarda l'epoca in cui fu eretto, non c'è accordo tra esperti in quanto non se ne parla nelle fonti antiche.
C'è stata una recente speculazione che il leone fosse in cima alla tomba di Kasta, ma questa teoria oggi è ancora discussa.